# Karlovčić
Karlovčić (cyr. Карловчић) – wieś w Serbii, w Wojwodinie, w okręgu sremskim, w gminie Pećinci. W 2011 roku liczyła 1078 mieszkańców.